# Agathis atropurpurea
Agathis atropurpurea (Агатіс синій) — вид хвойних рослин родини араукарієвих.

## Поширення, екологія
Росте тільки в окрузі Кука в вологій тропічній області на північному сході штату Квінсленд, Австралія. Обмежується лісами хмарних вологих гірських районів (700—1600 м) з річною кількістю опадів 2000–3000 мм. Панівними там є родини Cunoniaceae, Elaeocarpaceae, Lauraceae, Monimiaceae, Myrtaceae, Proteaceae; помітні види дерев включають Balanops australiana, Ceratopetalum succirubrum, Ceratopetalum virchowii, Doryphora aromatics, Elaeocarpus ferruginiflorus, Flindersia bourjotiana, Syzygium cryptophlebia, Sundacarpus amarus, Xanthostemon pubescens.

## Морфологія
Дерево до 50 м заввишки. Кора пурпурно-коричнева або пурпурно-чорна, іноді сірувата, від гладкої до грубо лускатої. Бруньки кулясті, до 1,5 мм в довжину. Листя від овальне-ланцетної до довгасто-еліптичної форми, 37–45 мм довжиною 8–14 мм шириною, сизе знизу, вершина прямо зубчаста. Чоловічі шишки 9–16 мм в довжину і 4–7 мм шириною; мікроспорофіли сильно черепицясті. Жіночі шишки кулясті, шириною 35–55 мм, оливково-зелені, дещо сизі. Насіння жовтувато-коричневе, довжиною до 12 мм, крила коричнево-бурі, шириною до 15 мм.

## Використання
Раніше використовувалася її цінна деревина.

## Загрози та охорона
Вибіркові рубки в минулому скоротили чисельність населення і обмежили діапазон поширення. Відмирання, можливо викликане Phytophthora cinnamomi було відзначено в обмеженій частині ареалу. Інвазивні види є потенційною проблемою, де вони пригнічують регенерацію або заохочують більш часті пожежі. Більшість із решти лісів знаходяться в національних парках та інших охоронних територіях.